# Helius nigricapella
Helius nigricapella är en tvåvingeart som beskrevs av Alexander 1938. Helius nigricapella ingår i släktet Helius och familjen småharkrankar. Inga underarter finns listade i Catalogue of Life.